# Saint-Pancrasse
Saint-Pancrasse là một xã của tỉnh Isère, thuộc vùng Rhône-Alpes, đông nam nước Pháp.